# ニーラージャン・ビール・ビクラム・シャハ
ニーラージャン・ビール・ビクラム・シャハ・デーブ（Nirajan Bir Bikram Shah Dev, 1978年11月6日 - 2001年6月1日）は、ネパール王国の第9代君主ビレンドラの次男。

## 生涯
1978年11月6日、ニーラージャンはビレンドラ王とその妃アイシュワリヤとの間に、次男として生まれた。
2001年6月1日、ニーラージャンは兄のディペンドラにより、父や母、姉らとともに射殺された（ネパール王族殺害事件）。